# Adelio Terraroli
Adelio Terraroli (Brescia, 24 luglio 1931 – Brescia, 5 marzo 2021) è stato un politico italiano, eletto alla Camera dei deputati nelle file del PCI per le legislature V, VI e VII.
Era presente al momento della strage di piazza della Loggia.

## Biografia
Segretario provinciale del Partito Comunista Italiano nel 1960, fu eletto alla Camera per tre legislature, restando in carica dal 1968 al 1979. 
Nel 1980 viene eletto al Consiglio regionale della Lombardia, dove è capogruppo del PCI, confermando poi il proprio seggio anche nel 1985; concluse il mandato nel 1990.
È deceduto nel 2021, a 89 anni.